# Романиоты
Романио́ты (греч. Ρωμανιῶτες) — субэтническая группа евреев, сформировавшаяся в Византийской империи из потоков миграции иудеев в Ахеменидской, Селевкидской и Римской империях.
Основная страна проживания — Греция, где они жили во многих крупных городах: в Афинах, Янине, Салониках.
Вторая мировая война стала для общин катастрофой. Из 77 377 греческих евреев только 10 000 смогли пережить Холокост.

## История термина
В античную эпоху евреи, жившие в Греции, Малой Азии, Понте, Фракии и Каппадокии и говорившие на греческом языке, назывались со стороны прочих евреев «йеваним» (название греков на иврите, на библейском греческом «эллины» и «эллинисты»). Средневековый еврейский термин, обозначавший грекоязычных евреев Византийской империи, проживающих на Балканах и в Малой Азии. Термин является этнонимом от западноевропейского названия Византийской империи Романиа. Сами греки называли своих евреев просто «иудеями», а в современной Греции используется термин Εβραίοι («евреи») для общего названия еврейской нации. Термин «романиоты» (или «евреи-романиоты») проник в греческий и другие языки в наше время.

## История
Первое документальное свидетельство о пребывании иудеев на территории современной Греции относится к 300—250 годам до н. э. Оно было найдено в Оропосе, маленьком прибрежном городке между Афинами и Беотией. В документе упомянут некий «Мосхиос, сын Мосхиона иудея», возможно, раб.
Самым ранним археологическим свидетельством о пребывании иудеев в Малой Азии (Турция сегодня) являются руины синагоги IV века до н. э. в Сардах, городе Ахеменидской империи.
В 332 году до н. э. македонский царь Александр и его мощная армия приблизились к границам Иудеи и подчинили сатрапию своей разрастающейся Македонской империи. Новая администрация признала иудеев Иудеи этносом и не подвергла их принудительной эллинизации, признав за ними автономию и их вождей в лице первосвященников и в лице совета старцев. По прежнему осуществлялась курьерская связь Иерусалима с общинами иудеев эллинистических государств, образовавшихся вследствие распада Македонской империи после смерти Александра Македонского в 323 году до н. э. Новое поколение иудеев становилось двуязычным, говорило на арамейском и на греческом койне. Некоторые иудеи мигрировали в материковую Грецию. В дальнейшем многие иудеи впитывали греческую культуру и образ жизни и через метисации и ассимиляции становились греками лишь иудейского вероисповедания. В иерусалимской «области» был конфликт между эллинизированными иудеями и их оппонентами. Среди оппонентов в 167 году до н. э. вспыхнуло хасмонейское восстание, приведшее к образованию независимого хасмонейского Иудейского царства, включившего более значительные территории, чем историческая Иудея. Семитские народности, попавшие под власть хасмонеев, были принудительно обращены в иудаизм. Некоторые эллинизированные иудеи мигрировали в разрастающуюся и наступающую на Грецию Римскую республику. Иудейские общины в ослабленных наступающей римской армией эллинистических государствах признали авторитет хасмонеев и продолжили выполнять религиозно-культовые законы, исходившие из Иерусалима через курьерскую связь. В 63 году до н. э. Иудейское царство было захвачено римской армией во главе с Помпеем и в дальнейшем вошло в состав Римской империи в качестве провинции Иудея. Население провинции Иудея следовало иудейской религии, но были также последователи эллинской (греки) и римской (римляне) религий. Иерусалим стал одним из крупнейших городов империи, а Храм — одним из великолепных сооружений римского мира. Иудаизм продолжал развиваться и распространяться в Римской империи и в других регионах Востока, этому способствовали миграции иудеев и смешанные браки. Особенно много иудеев было в Испании, Риме, Иудее, Египте и Месопотамии. Количество иудеев в Римской империи было так велико, что под их влиянием распространился добровольный прозелитизм среди эллинского и римского населения. Самой влиятельной прозелиткой среди эллинов была адиабенская царица Елена, среди римлян — Онкелос. В каждом городе Римской империи проживали иудеи, среди которых были как знатные люди, так и купцы и простолюдины. Многие восприняли римский образ жизни и стали римлянами лишь иудейского вероисповедания. Количество иудеев в империи составляло 10% от общего числа населения и все они были централизованы в духовно-религиозном плане на Иерусалим. Из Иерусалима исходили религиозно-культовые законы, которые приказано было исполнять должным образом всем иудейским общинам. В Иудее зарождались различные иудейские мировоззрения, самым влиятельным из которых в дальнейшем стало мессианское иудейство, развившееся позднее в христианство. А тем временем духовная централизация вокруг Иерусалима способствовала укреплению иудейского религиозно-этнического самосознания, а иногда и иудейского патриотизма, который проявился во время иудейских восстаний в 66 году н. э. и в 115 году н. э. Восстания с трудом были подавлены римской армией, Иерусалим и Храм разрушены, а бо́льшая часть иудеев убита, порабощена и вывезена в Европу, другие же бежали в Месопотамию, Аравию, Египет и Малую Азию. В Иудее, которую римляне переименовали в Палестину, осталось небольшое количество иудеев в Галилее и Явне. Теперь центры иудаизма переместились в другие города в синагоги и иешивы.
После падения Византии местом расселения романиотов стала Османская империя.

### Община Янины
В XIX веке община Янины разрослась и стала одной из наиболее значительных еврейских общин Греции. Однако в начале XX века она значительно поредела из-за политических и экономических трудностей. Евреи, оставшиеся в общине, были, в основном, ремесленниками, в частности, сыроварами; этот район славится на весь мир своим сыром фета. В начале Второй мировой войны община состояла приблизительно из двух тысяч человек.
В 1943 году город перешёл от фашистской Италии, которая была относительно терпима к евреям, в руки немцев. 25 марта 1944 года, в День независимости Греции, все евреи, оставшиеся в городе, были отправлены в Освенцим. Многие из них были убиты в газовых камерах в тот же день. Лишь 164 еврея Янины уцелели, и около ста из них возвратились в город после войны. Сегодня община состоит из 50 человек.
Сегодня среди членов общины трудно найти человека моложе 50 лет. Молодёжь уехала, в основном, в Афины и в другие большие города.

## Культура

### Языковая культура
Языком романиотов был еврейско-греческий. Они носили в основном греческие родовые имена; даже их синагоги имели греческие названия. Другим наименованием общины романиотов было «грегос» (буквально «греки» на еврейско-испанском языке).
После падения Византии местом расселения романиотов стала Османская империя. В 1547 году в Стамбуле был напечатан перевод Пятикнижия с иврита на еврейско-греческий (еврейскими буквами) и латинский языки.
До начала XVI века романиоты оставались основной еврейской общиной в традиционных районах проживания. Однако с усилением еврейской иммиграции из Европы, особенно из Испании и Португалии, удельный вес романиотов стал резко снижаться, сократилось число их синагог.
Язык или диалекты романиотов сохранялись вплоть до Второй мировой войны в некоторых общинах Греции; после войны и эти общины (или их остатки) перешли на современный греческий язык.
Сейчас в общей сложности на романиотском языке разговаривают более 50 человек, 35 из которых живут в Израиле.

### Религиозная культура
«Нусах (состав, порядок и напев) молитвы романиотов является единственным, который сохранил тексты и напевы, бытовавшие в Земле Израиля в VII и VIII веках, после мусульманского захвата», — рассказал исследователь средневековых молитв и песнопений профессор Йосеф Яалом из Еврейского университета в Иерусалиме. — «Если бы не Каирская гениза, где также были найдены эти песнопения, молитвенник романиотов был бы единственной тропой, ведущей нас к очагу еврейского творчества, который теплился в Земле Израиля в тот период, очень мало исследованный».
Молитвенник итальянских евреев также изобилует песнопениями Земли Израиля. Но нусах романиотов — более ранний. Кроме того, древняя община Южной Италии также является романиотской в своей основе. Горы Южной Италии принадлежали Византии. Однако в конце концов в Риме был составлен молитвенник, который объединил в себе все варианты молитв итальянских евреев, и сегодня он называется «итальянским» молитвенником.
После изгнания евреев из Испании весь Балканский полуостров заселили испанские евреи. В большинстве балканских общин возобладала их культура, и романиоты постепенно растворились в общинах пришельцев. Это произошло не только с романиотами, но и почти со всеми общинами тех мест, куда прибыли изгнанники, например, Северной Африки и Сирии. Испанское еврейство, которое всего за несколько поколений до этого пережило Золотой век, равного которому не было во всей истории еврейского изгнания, привезло с собой богатейшее культурное наследие. Обычаи испанских евреев, их галахическое наследие, нусах их молитвы, включая и песнопения, — всё это возобладало над местной традицией, а в некоторых местах и полностью уничтожило её. Этот процесс ускорялся также из-за смешанных браков между общинами.
Исконная романиотская традиция была почти уничтожена. Однако в отдельных общинах, например, на острове Корфу и в городе Салоники, евреи продолжали придерживаться романиотских обычаев и молиться по их древнему нусаху. Во время Катастрофы эти общины были почти полностью уничтожены.
Единственная синагога в Израиле, которая сохраняет до сегодняшнего дня часть романиотской традиции, это синагога выходцев из Янины, расположенная на улице Гильбоа в иерусалимском квартале Нахлаот. Однако и там испанский нусах празднует свою позднюю победу, основная часть молитвы читается в соответствии с ним, и лишь песнопения поются согласно традиции романиотов. Во всём мире сегодня существуют только 3 полностью романиотских синагоги — в Афинах, в Чайна-тауне в Нью-Йорке и в Янине.